# Wołczyn
Pour l’article homonyme, voir Wołczyn.
Wołczyn est une ville de Pologne, située dans le sud du pays, dans la voïvodie d'Opole. Elle est le siège de la gmina de Wołczyn, dans le powiat de Kluczbork. Sa population est de 6 033 habitants (2010) et elle s'étend sur 7,47 km2.

## Histoire
La ville a vraisemblablement été fondée en 1280 apr. J.-C. Elle a été gouvernée par différentes autorités pendant cette période telles que :
- 1294-1312 - Le duché de Głogów
- 1230-1343 - Le duché d'Œls
- 1343-1436 - La ville a été reprise par le prince Louis de Brzeg
- 1436 - Le duché d'Œls
- 1526 - Règle de l'Empire des Habsbourg
- 1742 - Dans les limites du Royaume de Prusse
- 1945 - Dans le cadre des frontières de la Pologne.